# Mozilla Firefox 6
Mozilla Firefox 6 é a sexta versão do navegador Mozilla Firefox. Lançado em 16 de Agosto de 2011.

## Novidades
Está versão do navegador trouxe as seguintes melhorias:
- about: permissões, gerente de permissões. O usuário poderá escolher quais informações podem ser compartilhadas com outros sites, senhas, entre outros dados;
- Recurso de rolagem para nova guia;
- Domínios destacados na barra de endereços.

## Versões do Mozilla Firefox 6
v6.0.2
- Removido exceções de confiança para os certificados emitidos por Staat der Nederlanden;
- Resolvido um problema com sites gov.uk.[4]

## Ligações Externas
- mozilla.com